# Токонаме

Токона́ме (яп. 常滑市, とこなめし, МФА: [tokoname ɕi̥]?) — місто в Японії, в префектурі Айті. Розташоване в західній частині префектури, на заході півострова Тіта, на березі затоки Ісе.   Виникло на основі середньовічного призамкового містечка самурайського роду Іссікі. Отримало статус міста 1954 року. Площа становить 55,63 км². Станом на 1 серпня 2011 року населення складало 55 196  осіб, густота населення — 992 осіб/км².  Основою економіки є сільське господарство, текстильна промисловість, машинобудування, харчова промисловість, комерція. Традиційні ремесла — виробництво токонамеської кераміки. В місті розташовані Міжнародний аеропорт Тюбу, буддистські монастирі Комьодзі та Сайнендзі. 

## Транспорт
- Міжнародний аеропорт Тюбу